# Tasters (groupe)
Tasters est un groupe italien de metalcore. Le groupe est formé en 1999, et compte un total de trois albums studio.

## Historique
Le groupe est initialement formé en 1999 sous le nom de Taster's Choice. Sous ce nom, le groupe publie des années après sa formation, en octobre 2005, un premier album studio intitulé Shining aux labels Nu Metal Recordz/Shark Records. The Rebirth est leur deuxième album studio sous ce nom. Entre 2009 et 2010, le groupe joue une centaine de concerts dans des pays comme le Royaume-Uni, et jusqu'en Sibérie.
En juin 2011, le groupe change de nom, passant de Taster's Choice à Tasters et signe chez Nuclear Blast pour un nouvel album, Reckless Till the End. En août 2011, le groupe publie une chanson gratuite, Katherine's Got a Secret. Le même mois, ils confirment des dates de tournée européennes avec Texas in July pour octobre la même année. En avril 2012, ils sont annoncés pour le Summer Breeze Festival aux côtés notamment de groupes comme Eluveitie, Katatonia et Crowbar. Depuis 2012, le groupe ne montre plus signe d'activité.

## Style musical
Sous le nom de Taster's Choice, le groupe joue du nu metal, accompagné d'éléments musicaux tribaux et électronique

## Membres actuels
- Manuel Manca - chant
- Luke Pezzini - guitare
- Fabrizio Pagni - claviers, piano, voix
- Andrea Bessone - batterie

## Anciens membres
- Marco Bassini - chant
- Mattia Biagini - basse
- Francesco Tonarini - percussions
- Pietro Marsili - batterie
- Simone Fiori - guitare
- Filippo Gherardi "Dj Plasma" - Console DJ
- Daniele Nelli - chant
- Ale "Demonoid" Lera - Batterie
- Carlo Cremascoli - basse
- Tommy Antonini - guitare

## Discographie
- 2005 : Shining (sous le nom de Taster's Choice)
- 2009 : The Rebirth (sous le nom de Taster's Choice)
- 2011 : Reckless Till the End
- 2017 : De Rerum Natura